# Hyundai Scoupe

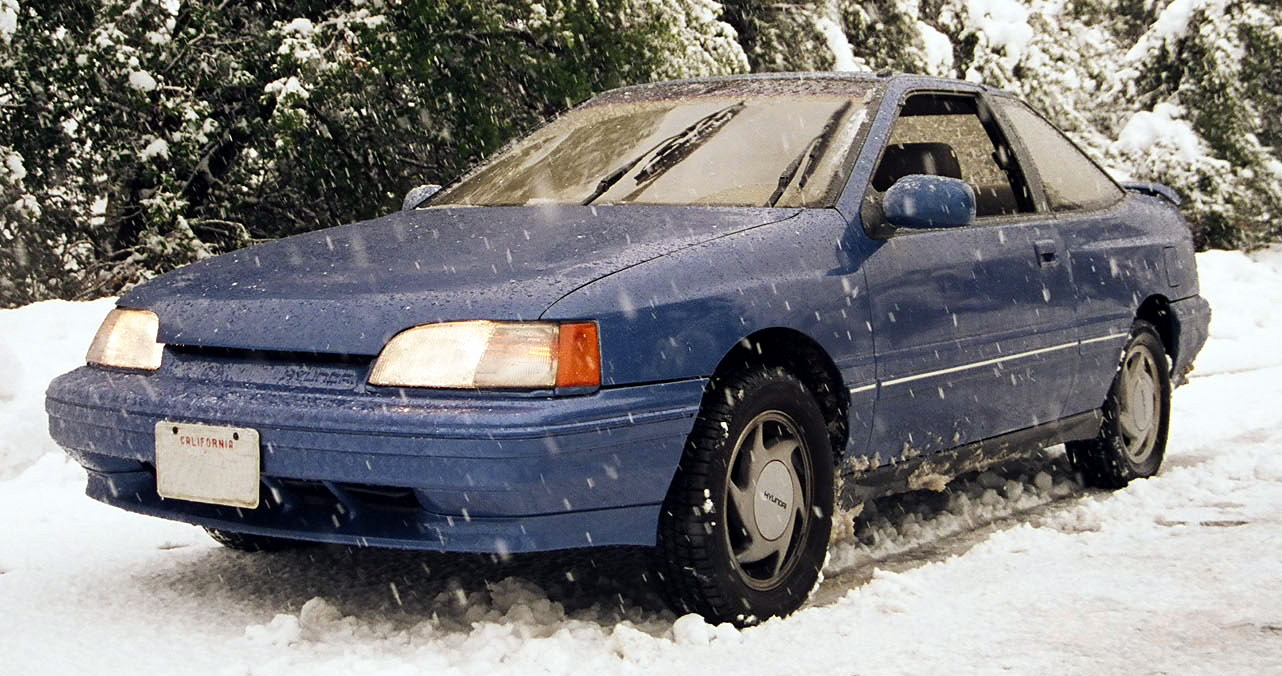
Hyundai Scoupe in de sneeuw

De Hyundai Scoupe is een compacte coupé geproduceerd tussen 1990 en 1996 door autofabrikant Hyundai.
In 1992 is er een facelift geweest waarbij de motoren en het uiterlijk aangepast zijn.
Van januari 1990 tot maart 1992 werd dit model geleverd met één motor: De 62 kW (84 pk ) sterke 1.5i die bij Mitsubishi was ingekocht en ook onder andere is te vinden in de Mitsubishi Colt en Mitsubishi Lancer. Deze motor was leverbaar met een handgeschakelde vijfversnellingsbak en een viertraps automaat.
De auto had een topsnelheid van 170km/h en accelereerde van stilstand naar 100km/h in 10,5 sec.
In maart 1992 kwam er een facelift van de Hyundai Scoupe op de markt. Dit model werd geleverd tot januari 1996. De verschillen waren vooral in het uiterlijk te vinden maar ook de motoren werden aangepast. De auto kreeg een andere frontpartij met rondere vormen, en ook de achterkant werd aangepast met andere achterlichten en een iets gewijzigde achterbumper.
Dit model was leverbaar met twee verschillende motoren en twee versnellingsbakken:
Een 65 kw (88 pk) sterke 1.5i motor, en een 1.5i motor met een Garrett Turbo van 85 kw (116pk). Een handgeschakelde vijfversnellingsbak die ook in onder andere de Hyundai Excel en de Hyundai Lantra te vinden is, alleen de eindoverbrenging is iets korter, om de auto sneller te laten accelereren, en een viertraps automaat die in alle andere Hyundai-modellen te vinden is.
Dit 1.5i blok, ook wel het Alpha blok genoemd, is het eerste blok dat door Hyundai zelf is ontwikkeld.
De versie met 88 Pk had een topsneheid van 179km/h en accelereerde van stilstand naar 100 in 11,1 seconden. De versie met 116 PK had een top van 194 km/h en accelereerde van stilstand naar 100 in 9,2 seconden.
De opvolger van de Hyundai Scoupe is de Hyundai Coupe, geïntroduceerd in september 1996.
Huidige modellen Nederland en België:
Bayon ·
i10 ·
i20 ·
i30 ·
Inster ·
Ioniq ·
Ioniq 5 ·
Ioniq 6 ·
Kona ·
Kona Electric ·
Nexo ·
Santa Fe ·
Tucson
Overige modellen internationaal:
Accent ·
Grandeur ·
Genesis ·
Eon ·
Equus ·
Porter ·
Sonata ·
Veloster
Uit productie:
Atos ·
Coupe ·
Dynasty ·
Elantra ·
Excel ·
Getz ·
Genesis Coupe ·
i40 ·
ix20 ·
ix55 ·
Lantra ·
Matrix ·
Pony ·
Santamo ·
Scoupe ·
Stellar ·
Terracan ·
Trajet ·
Tucson ·
XG